# M95 (天体)
座標:  10h 43m 57.733s, +11° 42′ 13.00″
M95（NGC 3351）はしし座にある棒渦巻銀河である。

## 概要

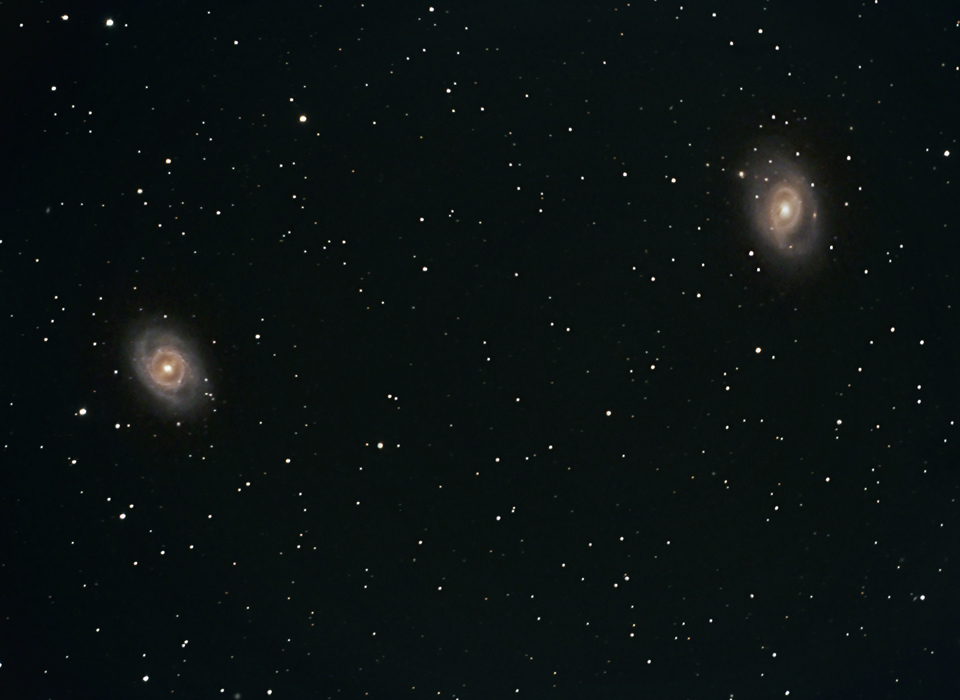
左がM95、右がM96

M95とM96は40'離れ低倍率で同視野に入る。M95は双眼鏡で極めて微かに見える。口径10cmの望遠鏡でも空の条件にもよるが、中心部と周辺の拡散部が微かに見える程度である。棒渦巻構造の腕をはっきり確認するには口径50cm程度の望遠鏡を必要とする。

## 観測史
M96とともに、1781年3月20日にピエール・メシャンによって発見された。
シャルル・メシエは「53番星の上にある星のない星雲。微光」と記した。ジョン・ハーシェルは「明るく大きくまるい。中央に核があり、徐々に明るくなっている」とした。スミスは「視野のNfとSfの間にただ2個の星がある澄んだ白い色をした星雲。星雲はまるく明るく北よりも南の方がはっきりとしている」とした。ロス卿は「2個の楕円形。中心部はおそらく分解できる」とした。
2012年3月16日に、IIP型超新星「SN2012aw」が発見された。偶然、超新星が発生する直前のM95の写真が撮影されており、超新星の最初期の状態の観測が可能であった。